# راس بو فنطاس
راس بو فنطاس یک منطقهٔ مسکونی در قطر است که در شهرداری دوحه واقع شده‌است. راس بو فنطاس ۱۲٫۹ کیلومتر مربع مساحت دارد.